# Elezione del Presidente della Repubblica Italiana del 1948

Risultati IV Scrutinio: Luigi Einaudi (518); Vittorio Emanuele Orlando (320); Voti dispersi (4); Schede bianche (29); Astenuti=1; Assenti=28.

L'elezione del Presidente della Repubblica Italiana del 1948 si svolse tra il 10 e l'11 maggio.
Fu la prima elezione a essere condotta dal Parlamento in seduta comune e la prima a tenersi secondo il dettato della Costituzione della Repubblica Italiana, entrata in vigore il  1º gennaio di quello stesso anno.
Il presidente uscente era Enrico De Nicola: eletto capo provvisorio dello Stato dall'Assemblea Costituente il 1º luglio 1946, in base alla I delle disposizioni transitorie e finali della Costituzione della Repubblica Italiana aveva assunto il titolo e le funzioni di Presidente della Repubblica il 1º gennaio 1948.
Risultò eletto, al IV scrutinio, Luigi Einaudi.

## Informazioni generali
L'avvenuta elezione del primo Parlamento della Repubblica Italiana (18-19 aprile 1948) impone di procedere anche all'elezione parlamentare del presidente della Repubblica, in base alle norme del titolo II della Costituzione della Repubblica Italiana.
La rielezione di De Nicola appare scontata, ma non è particolarmente gradita al Presidente del Consiglio Alcide De Gasperi. De Nicola, infatti, non aveva mostrato un particolare entusiasmo per il cambio di formula politica governativa di De Gasperi, dal tripartito DC-PSI-PCI al centrismo (DC-PSLI-PRI-PLI) e aveva opposto resistenze formali alla ratifica del trattato di pace con le potenze alleate. Per tali motivi De Gasperi decide di candidare Carlo Sforza, ministro degli esteri, che avrebbe rappresentato maggiormente un'Italia inserita nello schieramento occidentale, anche nella prospettiva di un futuro processo di integrazione europea.
Al primo turno, proprio in contrapposizione agli obiettivi degasperiani e tenuto conto della popolarità del Presidente uscente, i partiti di sinistra votano De Nicola, che prende più voti del candidato governativo. Quest'ultimo infatti non ottiene i suffragi del PSLI né soprattutto della sinistra democristiana, all'epoca attestata su posizioni "neutraliste". Al secondo turno a Sforza mancano ancora i voti di almeno 46 "franchi tiratori", per essere eletto al momento in cui sarebbe stato possibile con la maggioranza della metà più uno dei parlamentari (cioè al quarto scrutinio).
Preso atto delle difficoltà incontrate da Sforza, il Presidente del Consiglio decide di candidare Luigi Einaudi, ministro del bilancio e governatore della Banca d'Italia, anch'egli filo-occidentale e filo-europeista. La nuova candidatura incontra subito la disponibilità dei liberali e dei socialdemocratici.
Dopo il terzo scrutinio, nel quale lo statista piemontese già ottiene un numero di voti superiore alla maggioranza della metà più uno, Luigi Einaudi è eletto Presidente della Repubblica l'11 maggio 1948, al quarto scrutinio, con 518 voti.

## L'elezione

### Preferenze per Luigi Einaudi
| Scrutinio | Voti | Percentuale |
| --------- | ---- | ----------- |
| I         | 20   | 2,2%        |
| II        | 16   | 1,8%        |
| III       | 462  | 51,3%       |
| IV        | 518  | 57,6%       |

### I scrutinio
Per la nomina è richiesta una maggioranza di due terzi dei 900 membri dell'Assemblea.
| Dati votazione | Dati votazione    |    | Nome                 | Nome | Voti |
| -------------- | ----------------- | -- | -------------------- | ---- | ---- |
| Presenti       | 868               |    | Enrico De Nicola     | 396  |      |
| Votanti        | 853               |    | Carlo Sforza         | 353  |      |
| Astenuti       | 15                |    | Luigi Einaudi        | 20   |      |
| Maggioranza    | 600               |    | Ivanoe Bonomi        | 10   |      |
|                |                   |    | Cipriano Facchinetti | 10   |      |
|                | Alessandro Casati | 5  |                      |      |      |
|                | Voti dispersi     | 2  |                      |      |      |
|                | Schede bianche    | 56 |                      |      |      |
|                | Schede nulle      | 1  |                      |      |      |

Poiché nessun candidato raggiunge il quorum richiesto, si procede al secondo scrutinio.

### II scrutinio
Per la nomina è richiesta una maggioranza di due terzi dei 900 membri dell'Assemblea.
| Dati votazione | Dati votazione       |    | Nome               | Nome | Voti |
| -------------- | -------------------- | -- | ------------------ | ---- | ---- |
| Presenti       | 867                  |    | Carlo Sforza       | 405  |      |
| Votanti        | 858                  |    | Enrico De Nicola   | 336  |      |
| Astenuti       | 9                    |    | Gaetano Pieraccini | 49   |      |
| Maggioranza    | 600                  |    | Luigi Einaudi      | 16   |      |
|                |                      |    | Alessandro Casati  | 5    |      |
|                | Cipriano Facchinetti | 3  |                    |      |      |
|                | Ivanoe Bonomi        | 1  |                    |      |      |
|                | Schede bianche       | 40 |                    |      |      |
|                | Schede nulle         | 3  |                    |      |      |

Poiché nessun candidato raggiunge il quorum richiesto, si procede al terzo scrutinio.

### III scrutinio
Per la nomina è richiesta una maggioranza di due terzi dei 900 membri dell'Assemblea.
| Dati votazione | Dati votazione       |     | Nome                      | Nome | Voti |
| -------------- | -------------------- | --- | ------------------------- | ---- | ---- |
| Presenti       | 863                  |     | Luigi Einaudi             | 462  |      |
| Votanti        | 848                  |     | Enrico De Nicola          | 13   |      |
| Astenuti       | 15                   |     | Carlo Sforza              | 9    |      |
| Maggioranza    | 600                  |     | Vittorio Emanuele Orlando | 7    |      |
|                |                      |     | Ivanoe Bonomi             | 4    |      |
|                | Cipriano Facchinetti | 3   |                           |      |      |
|                | Alessandro Casati    | 3   |                           |      |      |
|                | Voti dispersi        | 6   |                           |      |      |
|                | Schede bianche       | 333 |                           |      |      |
|                | Schede nulle         | 8   |                           |      |      |

Poiché nessun candidato raggiunge il quorum richiesto, si procede al quarto scrutinio.

### IV scrutinio
Per la nomina è richiesta la maggioranza assoluta dei 900 membri dell'Assemblea.
| Dati votazione | Dati votazione |  | Nome                      | Nome | Voti |
| -------------- | -------------- |  | ------------------------- | ---- | ---- |
| Presenti       | 872            |  | Luigi Einaudi             | 518  |      |
| Votanti        | 871            |  | Vittorio Emanuele Orlando | 320  |      |
| Astenuti       | 1              |  | Voti dispersi             | 4    |      |
| Maggioranza    | 451            |  | Schede bianche            | 29   |      |
|                |                |  | Schede nulle              | 0    |      |

Risulta eletto: Luigi Einaudi